# 沃倫斯堡 (伊利諾伊州)
沃倫斯堡（英語：Warrensburg）是位於美國伊利諾伊州梅肯縣的一個村落。

## 地理
沃倫斯堡的座標為39°55′22″N 89°03′41″W / 39.92278°N 89.06139°W，而該地最高點為海拔高度215米（即705英尺）。

## 人口
根據2010年美國人口普查的數據，沃倫斯堡的面積為1.79平方千米，當中陸地面積為1.79平方千米，而水域面積為0.00平方千米。當地共有人口1210人，而人口密度為每平方千米675人。